# The Lion Standing in the Wind
The Lion Standing in the Wind (en japonés: 風に立つライオン, Kaze ni tatsu raion?) también conocida como Lion Standing In The Wind o Lion Standing Against The Wind, es una película dramática japonesa dirigida por Takashi Miike en 2015. La película se basa en la historia real del médico japonés Kōichirō Shimada, que decide trasladarse como voluntario a un hospital en Kenia. Las cartas que enviaba a una novia que dejó en Japón, fueron la base de una popular canción japonesa de 1987 titulada "Kaze ni Tatsu Lion" compuesta por Masashi Sada, quien fue animado insistentemente por el actor Takao Osawa, a que adaptara la canción a una novela,con el objetivo de convertirla posteriormente en una película.

## Argumento
En 1987, los jóvenes cirujanos Katsuhiko Aoki y Kōichirō Shimada viajan como voluntarios al Instituto de Medicina Tropical de Kenia, para ayudar al Dr. Murakami en sus estudios y en el tratamiento de la población local. Para Kōichirō esta asignación significó una larga separación de su pareja Takako Akishima, también médica, la cual decidió no viajar a África para hacerse cargo de la consulta médica que posee su padre en Nagasaki.
Poco después Kōichirō es enviado durante un mes a un Hospital de la Cruz Roja en Lokichogio, para operar a niños soldados. Allí queda tan impactado y conmovido por la experiencia, que posteriormente pide regresar. A su regreso, una enfermera muy competente llamada Wakako Kusano llega desde Japón y, a pesar de sus desacuerdos, ambos desarrollaran un gran vínculo de respeto mutuo. 
Un día, un niño soldado llamado Ndung'u es llevado al hospital con heridas de bala. Kōichirō le opera la pierna y descubre que las heridas mentales de Ndung'u, son mucho más profundas que las físicas. Ese encuentro cambiará el destino del ambos.

## Reparto
| Actor            | Papel                              |
| ---------------- | ---------------------------------- |
| Takao Osawa      | Kōichirō Shimada                   |
| Satomi Ishihara  | Wakako Kusano                      |
| Yōko Maki        | Takako Akishima                    |
| Masato Hagiwara  | Katsuhiko Aoki                     |
| Ryōhei Suzuki    | Taro Tagami (pescador)             |
| Ayako Fujitani   | Satoko Kojima                      |
| Honoka Matsumoto | Satoko Kojima (joven)              |
| Kumi Nakamura    | Kiyomi Akishima (madre de Takako)  |
| Hajime Yamazaki  | Seiichi Akishima (padre de Takako) |
| Renji Ishibashi  | Masayuki Murakami                  |
| Nick Reding      | Doctor                             |
| Patrick Oketch   | Mike (Ndungu)                      |
| Erick Ojiamboh   | Mike (Ndungu) (joven)              |
| Lydia Gitachu    |                                    |
| Sanae Miyata     | Kazue Fukuda (paciente)            |
| Chisun           | Madre de Shimada                   |

## Otros créditos
- Planificación: Takao Osawa.
- Producido por: Yoshio Nakayama, Minami Ichikawa, Tōru Kenjō, Riki Yamanaka, Masaya Yabushita, Toshiaki Okuno, Noboru Kashiwagi, Yozo Matsuda y Taiichi Shinagawa.
- Productor general: Seiji Okuda.
- Productor ejecutivo: Daisuke Kadoya.
- Productores: Naoto Fujimura, Misako Saka y Shigeji Maeda.
- Productor asociado: Naoaki Kitajima.
- Diseñador de producción (arte): Yūji Hayashida.
- Iluminación: Yoshi Watabe.
- Grabación (sonido): Jun Nakamura.
- Decoración: Akira Sakamoto.
- Efectos de sonido: Kenji Shibasaki.
- Supervisora de efectos visuales: Kaori Ohtagaki (Kaori Ôtagaki)
- Estilista: Yûya Maeda.
- Asistentes de dirección: Kentaro Harada y Ryûsuke Kurahashi.
- Productores de casting: Tsuyoshi Sugino y Lenny Juma.
- Productores en línea: Tomoyuki Imai, Shinya Zenda y Bob Nyanja.
- Con la colaboración de : La Universidad de Nagasaki y la Universidad de Nairobi.
- Con la cooperación del: Comité Internacional de la Cruz Roja, Sociedad de la Cruz Roja Japonesa, Embajada de Japón en Kenia, Agencia Japonesa de Cooperación Internacional (JICA), Comisión de Cine de Nagasaki, División de Turismo e Intercambio de la ciudad de Goto, Asociación de Turismo de la ciudad de Uku, Dosojin, DoDoWORLD, Etihad Airways y Shinagawa East Clinic.
- Cooperación de producción: Rakueisha.

## Producción
El rodaje comenzó en la prefectura de Nagasaki en octubre de 2014, trasladándose a mediados de noviembre a Nairobi, Kenia.El director Miike declaró que "las películas que no aceptan riesgos son aburridas", por lo que evitó deliberadamente elegir una ubicación fácil como Sudáfrica. Los miembros del elenco fueron acompañados a diario por guardias, desde el hotel hasta el set de rodaje, además de se vacunados antes de comenzar la filmación.

## Lanzamiento
La película se estrenó el 14 de marzo de 2015 en los cines de Japón.

Fue lanzada en Japón en DVD y Blu-ray en octubre de 2015 por VAP en dos ediciones diferentes:
- The Lion Standing in the Wind (Solo para alquiler) (風に立つライオン(レンタル専用)?) [6](1 disco) versión en DVD.[7]
- The Lion Standing in the Wind (風に立つライオン?) (2 discos) versión en DVD y Blu-ray.[8]
  - Disco principal: DVD o Blu-ray. [9]
  - Disco extra: DVD
    - Making of de "The Lion Standing in the Wind".
    - Colección de saludos de escenario: Saludo en el escenario para celebrar la finalización de la película / Saludo en el escenario del día del estreno / El director Takashi Miike  presenta un espacio solo para adultos en el programa de entrevistas "Billboard Talk Show".
    - Vídeo especial de "The Lion Standing in the Wind" (versión completa del tema principal)
    - Colección de tráilers (anuncios especiales, avances y comerciales de televisión)

  - Folleto (20 páginas)

## Recepción
Marina D. Richter en una reseña para Asian Movie Pulse, escribió: «Los tonos patéticos nunca han dañado tanto las películas del maestro japonés, pues suele saber cómo construirlas en una historia concisa, sin importar el tema central de la película. Lo que sucedió en "The Lion Standing in the Wind" es una sobrecarga de diálogos cargados de emoción, además de ser un ejemplo de que no se puede hacer una buena película con un mal guion. Es, sin duda, una historia de gran importancia que merece ser contada, y sin embargo, es difícil comprender qué impulsó a Takashi Miike a embarcarse en este proyecto y convertirlo en algo muy diferente a todo lo que había dirigido antes y después».

## Canción
La canción Kaze ni tatsu raion (風に立つライオン?) compuesta por Masashi Sada, se inspiró en la historia de Koichiro Shibata un médico del Instituto de Medicina Tropical de la Universidad de Nagasaki que fue enviado a Kenia para brindar atención médica local. La letra tiene la forma de una carta escrita por el protagonista a su novia en Japón. Más tarde la canción se adaptaría a una novela, con el objetivo de convertirla posteriormente en una película.
Después de ser incluida en el álbum Capricorn (夢回帰線?),lanzado el 25 de julio de 1987, fue lanzada en maxisencillo el 10 de noviembre del mismo año, y como sencillo en CD el 25 de marzo de 1988. Más tarde se incluyó en el álbum Masashi Sada Best (さだまさしベスト?) lanzado el 21 de diciembre de 1994.

La canción fue el tema principal de la película con una versión nueva titulada: The Lion in the Wind (Cinema Version) (風に立つライオン（シネマ・ヴァージョン）, Kaze ni tatsu raion (shinema vu~ājon)?). Que estuvo disponible para descargar digitalmente a partir del 18 de febrero de 2015. Parte de las ganancias se donaron a las instalaciones médicas de Kenia a través de la organización sin animo de lucro NPO Peace Sphere Shell Fire Movement (NPO法人ピーススフィア貝の火運動?).

## Novela
La novela fue publicada por Gentosha el 18 de julio de 2013 en tapa dura, y el 26 de diciembre de 2014 en edición de bolsillo.
El actor Takao Osawa quedó tan impresionado con la canción Kaze ni tatsu raion (風に立つライオン?) compuesta por Masashi Sada, que pensó: «Cuanto más la escucho, más quiero saber sobre la persona de la que trata. Quiero ver el mundo que describe esta canción en una película y, si es posible, quiero actuar en ella».Takao Osawa se acercó directamente a Sada y le pidió que adaptara la canción a una novela con el objetivo de convertirla en una película.

## Fundación
Masashi Sada, quien escribió la letra, la música y la novela de esta obra, viajó a Kenia mientras se preparaba la película, para visitar al doctor Koichiro Shibata, su amigo desde 1972. Quedó tan impresionado por los logros de los médicos japoneses y de otras personas que trabajaban allí, que comenzó a trabajar en la creación de una fundación para recaudar fondos. Además, cada vez que ocurre un desastre natural a gran escala, el propio Sada organiza conciertos benéficos para recaudar fondos y visita las áreas afectadas.
La fundación se estableció con el nombre Lion Foundation (公益財団法人風に立つライオン基金?) en agosto de 2015, cinco meses después del estreno de la película. Con el objetivo de brindar apoyo a las personas que estén trabajando para salvar vidas en áreas afectadas por desastres.
Principales actividades de la fundación:
- Proporcionar subvenciones a personas y organizaciones, tanto en Japón como en el extranjero, que participan en actividades para crear conciencia sobre la vida y la paz.
- Actividades de apoyo para la recuperación y reconstrucción de desastres naturales de gran escala.
- Premios que se otorgan a empresas, organizaciones o personas que participan en diversas actividades de voluntariado.
- Diversos conciertos y conferencias benéficas.